# Lasséran
Lasséran település Franciaországban, Gers megyében. Lakosainak száma 350 fő (2022. január 1.). Lasséran Auch, Barran, Lasseube-Propre, Pavie és Saint-Jean-le-Comtal községekkel határos.

## Népesség
A település népességének változása:
| Lakosok száma | 156  | 154  | 191  | 308  | 372  | 367  | 385  | 372  | 366  | 350  |
|               | 1968 | 1982 | 1990 | 2006 | 2013 | 2015 | 2017 | 2019 | 2020 | 2022 |